# Prefetti della provincia di Benevento
Elenco dei prefetti della Provincia di Benevento.

## Regno d'Italia (1861–1946)
| N. | Nome                                  | Inizio mandato    | Fine mandato      |
| -- | ------------------------------------- | ----------------- | ----------------- |
| 1  | Carlo Torre, conte di Caprara         | 1º aprile 1861    | 15 luglio 1861    |
| 2  | Giovanni Gallarini                    | 16 luglio 1861    | 2 marzo 1862      |
| 3  | Decoroso Sigismondi                   | 23 marzo 1862     | 20 settembre 1863 |
| 4  | Francesco Homodei                     | 21 settembre 1863 | 15 ottobre 1864   |
| 5  | Emilio Cler                           | 16 ottobre 1864   | 1º maggio 1869    |
| 6  | Stanislao Gatti                       | 2 maggio 1869     | 4 febbraio 1870   |
| 7  | Raffaele Cassitto, conte di Ortemburg | 28 febbraio 1870  | 28 luglio 1872    |
| 8  | Angelo Cordera                        | 29 luglio 1872    | 19 aprile 1876    |
| 9  | Gaetano Coffaro                       | 20 aprile 1876    | 6 dicembre 1876   |
| 10 | Gaetano Cammarota                     | 22 febbraio 1877  | 13 aprile 1877    |
| 11 | Onofrio Galletti                      | 14 aprile 1877    | 12 dicembre 1877  |
| 12 | Domenico Bardari                      | 13 dicembre 1877  | 28 luglio 1878    |
| 13 | Diego Giorgetti                       | 29 luglio 1878    | 25 novembre 1883  |
| 14 | Alessandro Amour                      | 11 gennaio 1884   | 16 dicembre 1885  |
| 15 | Diego Giorgetti                       | 1º aprile 1886    | 1º ottobre 1889   |
| 16 | Giuseppe Minoretti                    | 2 ottobre 1889    | 9 settembre 1890  |
| 17 | Carlo Bacco                           | 10 settembre 1890 | 1º aprile 1891    |
| 18 | Giovanni Alfazio                      | 16 aprile 1891    | 15 agosto 1891    |
| 19 | barone Mario Fassini Camossi          | 16 agosto 1891    | 31 gennaio 1893   |
| 20 | Federico Pasculli                     | 1º febbraio 1893  | 16 dicembre 1893  |
| 21 | Antonio La Mola                       | 1º febbraio 1895  | 15 aprile 1895    |
| 22 | Angelo Cova                           | 16 aprile 1895    | 4 maggio 1896     |
| 23 | Costantino Fanelli                    | 5 maggio 1896     | 15 luglio 1897    |
| 24 | Vincenzo Flauti                       | 16 luglio 1897    | 1º novembre 1900  |
| 25 | Domenico De Rosa                      | 4 novembre 1900   | 15 maggio 1902    |
| 26 | Salvatore Colucci                     | 16 maggio 1902    | 30 aprile 1906    |
| 27 | Filippo Muscianisi                    | 1º maggio 1906    | 16 settembre 1906 |
| 28 | Enrico Gaieri                         | 1º ottobre 1906   | 15 gennaio 1910   |
| 29 | Gaetano Gargiulo                      | 16 gennaio 1910   | 27 dicembre 1910  |
| 30 | Mario Rebucci                         | 28 dicembre 1910  | 31 agosto 1911    |
| 31 | Nicola Bellini                        | 1º settembre 1911 | 31 agosto 1912    |
| 32 | Mario Furgiuele                       | 1º settembre 1912 | 11 maggio 1914    |
| 33 | Giovanni Muffone                      | 16 maggio 1914    | 24 aprile 1915    |
| 34 | Nicola De Bernardinis                 | 26 aprile 1915    | 8 aprile 1920     |
| 35 | Raffaele Rocco                        | 8 aprile 1920     | 16 novembre 1920  |
| 36 | Gennaro Bladier                       | 16 novembre 1920  | 31 agosto 1921    |
| 37 | Orazio Giuffrida                      | 1º settembre 1921 | 1º agosto 1924    |
| 38 | Mario Ferrerati                       | 9 agosto 1924     | 20 gennaio 1925   |
| 39 | Emanuele Vivorio                      | 28 gennaio 1925   | 2 febbraio 1925   |
| 40 | Michele Sorge                         | 11 febbraio 1925  | 18 agosto 1926    |
| 41 | Giuseppe Botti                        | 23 agosto 1926    | 1º luglio 1928    |
| 42 | Oreste Cimoroni                       | 1º luglio 1928    | 10 settembre 1933 |
| 43 | Luigi Cambiaggio                      | 10 settembre 1933 | 12 settembre 1934 |
| 44 | Ruggero Palmieri                      | 14 settembre 1934 | 28 giugno 1937    |
| 45 | Guido De Sanctis                      | 2 luglio 1937     | 21 agosto 1939    |
| 46 | Salvatore Rosa                        | 21 agosto 1939    | 30 novembre 1940  |
| 47 | Francesco Battiati                    | 1º febbraio 1941  | 14 giugno 1943    |
| 48 | Italo Mormile                         | 15 giugno 1943    | 8 ottobre 1944    |
| 49 | Francesco Rosso                       | 15 ottobre 1944   | 31 luglio 1945    |
| 50 | Alfredo Salvatore                     | 8 agosto 1945     | 10 ottobre 1946   |

## Repubblica Italiana (dal 1946)
| N. | Nome                       | Inizio mandato    | Fine mandato     |
| -- | -------------------------- | ----------------- | ---------------- |
| 51 | Potito Chieffo             | 10 ottobre 1946   | 9 febbraio 1949  |
| 52 | Francesco Guasco           | 10 febbraio 1949  | 10 ottobre 1949  |
| 53 | Girolamo De Sena           | 10 ottobre 1949   | 22 ottobre 1956  |
| 54 | Michele De Palo            | 22 ottobre 1956   | 4 gennaio 1960   |
| 55 | Emilio Bruschelli          | 4 gennaio 1960    | 20 ottobre 1963  |
| 56 | Alfredo Calandra           | 20 ottobre 1963   | 19 aprile 1964   |
| 57 | Armando Nicastro           | 20 aprile 1964    | 29 febbraio 1968 |
| 58 | Giovanni Paternò           | 1º marzo 1968     | 24 luglio 1972   |
| 59 | Antonio Di Milia           | 1º settembre 1972 | 27 aprile 1973   |
| 60 | Antonino Giuffrida         | 29 luglio 1973    | 19 marzo 1976    |
| 61 | Filippo Mastroiacovo       | 20 marzo 1976     | 14 gennaio 1979  |
| 62 | Nestore Fasano             | 15 gennaio 1979   | 17 agosto 1981   |
| 63 | Carlo Lessona              | 18 agosto 1981    | 14 febbraio 1984 |
| 64 | Raffaele Sbrescia          | 15 febbraio 1984  | 29 febbraio 1988 |
| 65 | Giuseppe Capriulo          | 1º marzo 1988     | 19 dicembre 1989 |
| 66 | Benedetto Fusco            | 20 dicembre 1989  | 2 novembre 1993  |
| 67 | Giuseppe Giordano          | 3 novembre 1993   | 5 novembre 1995  |
| 68 | Claudio Meoli              | 6 novembre 1995   | 9 giugno 1998    |
| 69 | Enrico Laudanna            | 10 giugno 1998    | 9 luglio 2000    |
| 70 | Giuseppe Pecoraro          | 10 luglio 2000    | 6 dicembre 2001  |
| 71 | Ciro Lomastro              | 7 dicembre 2001   | 27 luglio 2003   |
| 72 | Mario D'Ambrosi            | 28 luglio 2003    | 29 dicembre 2005 |
| 73 | Giuseppe Urbano            | 30 dicembre 2005  | 16 gennaio 2008  |
| 74 | Antonella De Miro          | 3 marzo 2008      | 27 agosto 2009   |
| 75 | Michele Mazza              | 1º settembre 2009 | 31 marzo 2012    |
| 76 | Ennio Blasco               | 1º aprile 2012    | 28 aprile 2014   |
| 77 | Paola Galeone              | 8 maggio 2014     | 22 luglio 2018   |
| 78 | Francesco Antonio Cappetta | 23 luglio 2018    | 14 marzo 2021    |
| 79 | Carlo Torlontano           | 15 marzo 2021     | in carica        |